# Джон Стріт (рефері)
Джо́н Стрі́т (англ. John Street, нар.3 січня 1932—†6 січня 2009, Ексетер) — англійський професіональний рефері зі снукеру.
Стріт судив матчі майже всіх професійних турнірів зі снукеру у 1970-і. Також він був рефері у п'яти фінальних матчах чемпіонатів світу (1980, 1986, 1992 та 1995). Свій останній матч Джон провів в фіналі Мастерс 1997. Джон Стріт судив і матч ЧС-1992, в якому Джиммі Вайт зробив максимальний брейк.
Стріт є автором кількох навчальних книг зі снукеру.